# Blood Bowl

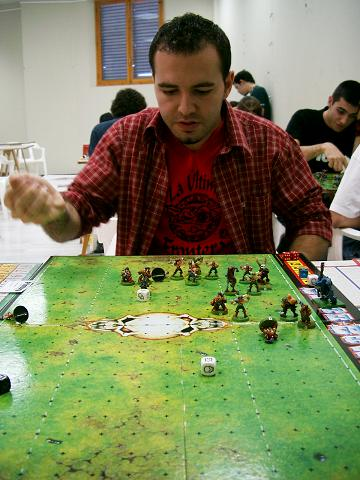
Teilnehmer eines Bloodbowl-Wettbewerbs

Blood Bowl ist ein Tabletop-Spiel, bei dem zwei Fantasy-Mannschaften auf einem festen Spielbrett gegeneinander antreten. Es ist eine Mischung aus American Football und der aus Warhammer bekannten Fantasy-Welt. Der Name ist in Anlehnung an den Super Bowl entstanden. Das Brettspiel wird von Fanatic entwickelt und über den Mutterkonzern Games Workshop vertrieben. Daneben gibt es mehrere Computerspiel-Umsetzungen.
1994 veröffentlichte MicroLeague mit der Lizenz von Games Workshop unter dem gleichen Namen ein Computerspiel für den PC. Im Juni 2009 erschien ein zweites, diesmal von Cyanide Studios produziertes Spiel mit demselben Namen. Am 22. September 2015 erschien die Fortsetzung Blood Bowl 2.

## Editionen
Die 1. Edition (entstanden in Frankreich) erschien im Jahr 1986 und enthielt bereits viele Elemente von American Football. 1987 erschien hierzu die Erweiterung „Death Zone“. Das Spiel war wenig erfolgreich. Jervis Johnson und die Mannen von Games Workshop nahmen sich des Spieles an und entwickelten daraus eine erfolgreiche 2. Edition, in der viele eigene Regelmechanismen verwendet wurden, anstatt sie sich von Warhammer zu borgen. Neben der 1988 erschienenen Grundbox gab es zusätzlich die Bücher „Star-Players“ (1989), „Dungeonbowl“ (1989) und „Companion“ (1990) zu kaufen, in denen bereits viele Ligaelemente enthalten waren. Die 3. Edition wurde 1994 veröffentlicht und brachte viele Neuerungen ins Spiel, wie z. B. das offene Ligasystem. Im Jahr 2002 wurde diese 3. Edition, zusammen mit den „Deathzone“ genannten Zusatzregeln, erneut in einer Box herausgebracht.
Danach bildete das „Competition Rules Pack“ (kurz: CRP) die offizielle Regelbasis. Das Competition Rules Pack bildete das Ende einer jahrelangen Weiterentwicklung der Regeln, die jährlich im so genannten „Blood Bowl Rules Committee“ (kurz: BBRC) von Veteranen des Spiels besprochen wurden und als „Living Rulebook“ (kurz: LRB) veröffentlicht wurden. Da es vom Living Rulebook insgesamt 5 Ausgaben gab, ist das darauf folgende Competition Rules Pack umgangssprachlich auch als LRB 6 bekannt geworden.
2016 wurde von Games Workshop eine neue Edition herausgebracht, die zunächst durch die Zusatzbände Deathzone Season 1 + 2, danach durch das „Spike!-Magazin“ sukzessive um aktualisierte Regeln für die inzwischen 23 offiziellen Teams ergänzt wird. Jährlich erscheinende „Blood Bowl Almanacs“ fassen die Regelveröffentlichungen des letzten Jahres zusammen, dazu ist 2019 das „Head Coach‘s Rules and Accessories Pack“ erschienen, das neben Spielzubehör ein überarbeitetes Regelbuch mit allen Teams enthält. Einsteiger-Teams werden in Plastikgussrahmen von Games Workshop vertrieben, zusätzliche Spieler werden unter der Marke Forge World in Kunstharz produziert. Die 2016er Edition unterscheidet sich nur wenig vom LRB, auffälligste Neuerung ist die durch die von 25 mm auf 30 mm gewachsenen Figurensockel notwendige Vergrößerung der Spielfelder.
Am 28. November 2020 wurde eine neue Version des Spiels von Games Workshop veröffentlicht. Die Regeln dieser Version weichen deutlich von den bisherigen Regeln ab. Am prominentesten ist die Einführung einer 5. Spieler-Statistik, der Passfähigkeit. Diese wurde von der bisherigen Geschicklichkeits-Fähigkeit abgeleitet und wird den designierten Werfern in einem Team zugutekommen. Ebenso wurde das System zum Erlernen von Fähigkeiten der Spieler umgestellt. Starspielerpunkte können jetzt gespart werden und müssen nicht mehr sofort in neue Fähigkeiten umgewandelt werden. Darüber hinaus können jetzt zufällige Fähigkeiten vergeben werden. Mit der neuen Version kamen auch weitere neue Mannschaften hinzu, Schwarzorks und Imperial Nobility Teams. Die bisherigen Mannschaften wurde teilweise stark verändert, preislich und auch von den Start-Fähigkeiten.
Neben den offiziellen Rassen haben sich 3 weitere Rassen etabliert, die so genannten Experimental Teams. Diese wurden vom BBRC für gut und ausgewogen befunden, wurden allerdings von Games Workshop nicht in die offiziellen Regeln integriert. In der Turnierszene ist es jedoch üblich, diesen Teams einen pseudo-offiziellen Status zu geben.

## Auszeichnungen
Die 3. Edition von Blood Bowl wurde 1995 mit dem Origin Award für "Best Miniatures Rules" (auf dt.: Beste Miniaturen Regeln oder Beste Tabletop Regeln) ausgezeichnet.

## Spielprinzip

### Grundidee
Bei Blood Bowl stehen sich zwei Mannschaften, bestehend aus maximal 16 Spielfiguren, auf einem rechteckigen Spielbrett (15 × 26 Felder) gegenüber. Pro Mannschaft dürfen jeweils höchstens 11 Spieler gleichzeitig auf dem Spielfeld stehen, die übrigen Spieler sind Auswechselspieler. Die Figuren bestehen aus unbemaltem Plastik oder Zinn, bei der Teilnahme an offiziellen Turnieren müssen sie vor dem Einsatz von Hand bemalt werden. Ziel des Spiels ist es, den Ball mit einer seiner Figuren in die gegnerische Endzone zu bringen, und somit mehr Touchdowns zu erzielen als der Gegner. Dabei haben die einzelnen Spieler verschiedene Attribute wie Stärke, Geschicklichkeit oder Geschwindigkeit, die ihre verschiedenen Fähigkeiten darstellen. Diese sind je nach Rasse des Teams (siehe unten) mit unterschiedlichen Schwerpunkten verteilt.
Das Spiel läuft rundenbasiert ab, jedem Spieler stehen 8 Runden pro Halbzeit zur Verfügung, in denen er mit seinen Spielfiguren einzelne Aktionen ausführen darf. Über Erfolg und Misserfolg wird durch eine Würfelprobe entschieden, einzelne Mannschaftsmitglieder besitzen dabei Attribute oder Fertigkeiten, die die Anzahl der verwendeten Würfel oder das Ergebnis beeinflussen können. Sollte eine Aktion misslingen, so führt dies zu einem Spielzugverlust, die aktuelle Runde endet vorzeitig und der Gegenspieler kommt an die Reihe.

### Taktiken
Das Spiel offeriert diverse Taktiken, die zum Erfolg führen können. Besonders geschickte Mannschaften setzen meist auf das Passspiel, um den Ball über die gegnerische Verteidigung zu den eigenen Fängern zu bringen, die dann den Touchdown erzielen. Schnelle Mannschaften hingegen nutzen Lücken in der gegnerischen Verteidigung, um mit dem Ball weit in die gegnerische Hälfte vorzudringen. Sehr starke Mannschaften bahnen sich oftmals ihren Weg mit Gewalt und blocken jeden Spieler um, der sich ihnen in den Weg stellt.
Die letztendliche Taktik ist meist eine Mischung aus den oben genannten, sie wird maßgeblich durch die Attribute und Fertigkeiten der Spieler bestimmt.

### Mannschaftsentwicklung
Ein wichtiger Aspekt des Spiels ist die Mannschaftentwicklung im Ligasystem. Für gelungene Aktionen, wie zum Beispiel einen Touchdown oder das schwere Verletzen eines Gegenspielers, erhalten die eigenen Spieler Starspielerpunkte. Ab einer festen Anzahl von Punkten können die Spieler weitere Fertigkeiten erlernen, die einzelne Aktionen erleichtern oder aber neue Aktionen ermöglichen.
Des Weiteren erhält man für bestrittene Spiele Einnahmen, von denen neue Spieler oder auch Trainerassistenten oder Cheerleader erworben werden können, die möglicherweise den Spielverlauf positiv beeinflussen können.
Ein wichtiger Aspekt ist das eingebaute Handicapsystem, das es erlaubt, unterschiedlich starke Mannschaften gegeneinander antreten zu lassen, indem das schwächere Team Verstärkungen kaufen kann.

## Allgemeines
Blood Bowl ist neben den beiden tragenden Spielsystemen Age of Sigmar und Warhammer 40,000 wohl das beliebteste Spiel aus der Palette von Games Workshop. Weltweit werden Turniere abgehalten, die von manchmal nur acht bis hin zu über hundert Teilnehmern bestritten werden. Es gibt inzwischen webbasierte Simulatoren und Play-By-Mail Clients, mit denen man sich vom heimischen Rechner mit Spielern aus aller Welt messen kann. Es gibt eine weltweite Rangliste der „Coaches“ und wachsende Online-Communitys, die sich mit diesem Spiel beschäftigen. Es haben sich auch schon Gruppierungen gebildet, die ein gewisses Rollenspiel basierend auf der fiktiven Geschichte aufgebaut haben. So gibt es einerseits die „Orthodox Church of Nuffle“, die „Reformed Church of Nuffle“, aber auch die „Nuffle Blasphemer’s Association“, welche in scherzhaften Auseinandersetzungen liegen.

## Mannschaften und Rassen
Im Moment gibt es 23 offizielle verschiedene Rassen mit volksspezifischen Vor- und Nachteilen, aus denen Blood-Bowl-Teams rekrutiert werden können. Darüber hinaus gibt es noch 3 weitere Rassen, die von der Spielervereinigung NAF auf Turnieren zugelassen werden. Die Rassen können passorientiert sein, wie die Waldelfen, oder eher für das Laufspiel günstig sein. Manche Rassen sind stark und langsam, wie die Zwerge, andere schwach und schnell. Wieder andere Rassen haben Mischungen oder Sonderspieler, wie bei den Goblins, oder Vorteile, die weniger in den Spielern als mehr im Umfeld liegen, wie bei den Halblingen. Ebenso sind einige Teams in der Startversion stark, entwickeln sich allerdings durch Starspielerpunkte weniger, andere, wie die Rasse Chaos, benötigen einige Fortschritte, um ihr Potenzial entfalten zu können. Einige Rassen sind hierbei durchaus benachteiligt und mehr für Spaßspieler ohne große Gewinnabsicht gedacht, manche erfordern ein fortgeschrittenes Verständnis ihrer Eigenschaften, um sie gut nutzen zu können. Die meisten Teams sind allerdings im Wesentlichen ausgeglichen.

## NAF – Nuffle Amorical Football
Die NAF ist die weltweite Spielervereinigung der Blood-Bowl-Spieler. Sie wurde 2003 auf Anregung von Jervis Johnson durch Repräsentanten der weltweiten Community gegründet.
Die Spielervereinigung bietet ihren Mitgliedern die Möglichkeit, sich international mit anderen Spielern zu messen, indem Spielergebnisse aus sanktionierten Turnieren in eine Weltrangliste einfließen. Das größte Turnier ist die NAF Championship in Nottingham, das jedes Jahr stattfindet. Darüber hinaus wird alle vier Jahre eine Weltmeisterschaft ausgetragen, auf der sowohl die Weltmeister der Mannschaften als auch Einzelspieler gekürt werden. Erstmals fand diese Weltmeisterschaft 2007 in Nottingham statt, dann folgten 2011 Amsterdam und 2015 Lucca, Italien. Das weltweit größte Turnier war die Weltmeisterschaft 2019, die in Dornbirn, Österreich mit 1432 Teilnehmern ausgetragen wurde. Außerdem finden jedes Jahr weltweit fünf Major Tournaments statt, die vormals von Games Workshop selbst organisiert wurden, aber seit dem letzten Rückzug von Games Workshop von der Spielergemeinschaft weitergeführt werden. Das deutsche Major Tournament, der „Dungeonbowl“, findet in Düsseldorf statt.

## FUMBBL – Blood Bowl Online
Fumbbl ist eine originalgetreue Online-Version-Umsetzung des Spiels. Sie ist nicht von Games Workshop, wird aber von der Firma toleriert. Die weltweite Fangemeinde hält verschiedenste Turniere ab.